# District de Kawambwa
Le district de Kawambwa est un district de Zambie, situé dans la Province de Luapula. Sa capitale se situe à Kawambwa. Selon le recensement zambien de 2000, le district a une population de 102 503 personnes.